# DAY BY DAY (D☆DATEの曲)
「DAY BY DAY」（デイ・バイ・デイ）は、日本の男性グループ・D☆DATEの楽曲。3作目のシングルとして2011年7月27日にユニバーサルミュージックのレーベル・Milestone Crowdsからリリースされた。

## 背景
ワタナベエンターテインメント所属の俳優集団D-BOYSのメンバーで構成される音楽ユニット・D☆DATEの、2011年4月リリースの「CHANGE my LIFE」に続くサード・シングルである。
2011年、前年から体調の問題のため芸能活動を休止していたメンバーの中村優一が、療養に専念するという理由により11月8日付けでD-BOYSおよびD☆DATEから脱退した。中村はCD、ライブ、メディア出演などD☆DATEのCDデビュー後の活動全般に一切参加することなく脱退となったが、この「DAY BY DAY」がグループ初期の5人組であった時期にリリースされた最後の作品である。

## ミュージック・ビデオ
ミュージック・ビデオは、「リゾート地にあるカフェ『サーフハウスCafe』の店長・荒木宏文と、夏の忙しさから急遽荒木に呼び出され店を手伝うこととなった仲間の瀬戸康史・五十嵐隼士・堀井新太が繰り広げる奮闘劇」という設定がある。このビデオには元プロボクサーの具志堅用高が出演し、カフェに来店したこわもての客を演じた。具志堅がミュージック・ビデオに出演するのはこれが初めてのことである。オーディエンスに約200人のエキストラを使った屋外でのライブ・シーンは、強い雨が降る中で撮影を敢行した。
堀井新太がオードリーとともにMCを務めたバラエティ番組『サタメン!!!』（中京テレビ）において、番組のレギュラー出演者・春ボーイズの中から選抜メンバーがミュージックビデオに出演できる、という企画がおこなわれた。オーディションを経て出演者は鍬田広樹（お笑いコンビ・ヌーボーロマンのメンバー）と勇翔の2人に決定し、2人は「カフェの客」を演じた。鍬田・勇翔以外の春ボーイズもライブ・シーンのオーディエンスとして参加した。

## リリース、プロモーション
2011年4月、前作「CHANGE my LIFE」の発売イベント時に、「夏にサード・シングルを発売する」と発表された。7月1日にYouTube上で「DAY BY DAY」ミュージック・ビデオのショート・バージョンを公開。この曲はグループで出演した「ネスカフェ エクセラ」（ネスレ日本）のCMソング、音楽番組『ハッピーMusic』（日本テレビ）のオープニングテーマとして使用された。7月24日放送の『MUSIC JAPAN』（NHK）に出演し、「DAY BY DAY」のライブパフォーマンスを披露した。CDリリース前に東京・ディファ有明、リリース後に福岡・チャチャタウン小倉でリリースイベントを開催。9月に東京で個別握手会を開催した。
CDシングルは、通常盤・初回限定盤A／Bの3つのタイプでリリースされた。通常盤と初回限定盤とではカップリングが異なる。初回限定盤Aは、「DAY BY DAY」のミュージック・ビデオとそのメイキング映像を収録したDVDが付属する。初回限定盤Bは特典として、ランダムに封入されたメンバーのソロ絵柄による「差し替えジャケット」が付く。

## 収録トラック

### 通常盤
1. 「DAY BY DAY」（作詞: MIZUE、作曲: 山口寛雄、編曲: 前嶋康明） – 4:41
2. 「All For One」（作詞・作曲・編曲: 多保孝一） – 3:55
3. 「DAY BY DAY (instrumental)」
4. 「All For One (instrumental)」

### 初回限定盤
CD（A・B共通）
1. 「DAY BY DAY」
2. 「Hello Hello」（作詞: 山口寛雄・アタネガク、作曲: 山口寛雄、編曲: 華原大輔） – 3:49
3. 「DAY BY DAY (instrumental)」
4. 「Hello Hello (instrumental)」

DVD（Aのみ）
1. 「DAY BY DAY -Music Clip-」
2. 「DAY BY DAY -Music Clip Making-」

## チャート成績
2011年8月8日のオリコンチャートで7位を記録。デビュー作から3作連続で7位という記録になった。